# Giuseppe Leanza
Giuseppe Leanza (né le 2 janvier 1943) est un prélat italien de l'Église catholique qui travaille au service diplomatique du Saint-Siège depuis 1991.

## Carrière diplomatique
Giuseppe Leanza est né à Cesarò, Italie. et ordonné le 17 juillet 1966. Après avoir obtenu un doctorat en droit canonique, il entre au service diplomatique du Saint-Siège en 1972 et sert dans les représentations pontificales au Paraguay (en), en Ouganda (en), aux États-Unis et à la Secrétairerie d'État de la Curie romaine.
Le pape Jean-Paul II le nomme nonce apostolique en Haïti et archevêque titulaire de Lilybaeum (de). 3 juillet 1990. Il est consacré évêque le 22 septembre 1990 par le Secrétaire d'État de Sa Sainteté, Agostino Casaroli, en tant que consécrateur principal, avec le cardinal Pio Laghi et l'évêque Ignazio Zambito (it) en tant que co-consécrateurs principaux. Il est nommé nonce apostolique en Zambie et pro-nonce au Malawi (en) le 4 juin 1991, puis nonce en Bosnie-Herzégovine (en) le 29 avril 1999 Il est nommé nonce en Slovénie le 15 mai 2002, auquel le titre de nonce en Macédoine (en) a été ajouté trois jours plus tard. Le 22 février 2003, il est nommé nonce en Bulgarie (en)
Le 22 février 2008, le pape Benoît XVI le nomme nonce apostolique en Irlande (en)
Le 15 septembre 2011, Benoît XVI nomme Leanza nonce en République tchèque, poste qu'il occupera jusqu'au 21 septembre 2018, après avoir été remplacé par le nonce du Soudan du Sud (en) Charles Daniel Balvo